# Tim Matthys
Tim Matthys (Zottegem, 23 december 1983) is een voormalig Belgische voetballer, die bij voorkeur op het middenveld speelde. Na zijn spelerscarrière werd hij talentscout bij verscheidene Belgische eersteklassers. Sinds november 2022 is Matthys sportief directeur bij KV Mechelen.

## Carrière
Bij zijn eerste basisplaats bij KAA Gent in eerste klasse scoorde hij onmiddellijk een hattrick (Gent-FC Brussels op 7 november 2004, eindstand 3-0). In het seizoen 2005/06 verkaste hij naar SV Zulte Waregem, eerst een jaar op huurbasis om daarna definitief bij 'Essevee' aan te sluiten. In zijn eerste jaar bij SVZW was hij vooral supersub, alhoewel hij een belangrijk doelpunt scoorde: op 13 mei 2006 maakte hij de winning-goal op vrije trap in de bekerfinale tegen Excelsior Moeskroen vlak voor affluiten.
In het seizoen 2006/07 ontbolsterde Matthys volledig. Hij scoorde onder meer een hattrick tegen KSV Roeselare in de competitie en in de UEFA Cup zorgde hij tegen Lokomotiv Moskou voor de goal van de kwalificatie. In groepsfase van die UEFA Cup scoorde hij een hattrick in een met 1-4 gewonnen partij tegen Austria Wien. In totaal scoorde hij dat seizoen 15 doelpunten. In het seizoen 2008/09 moest hij tot speeldag 12 wachten vooraleer hij kon scoren. In totaal scoorde hij tot aan de winterstop drie keer in de Belgische competitie. Na de winterstop verhuisde hij naar Panthrakikos. Na een half seizoen in Griekenland te hebben gespeeld, kwam Matthys terug naar België om bij toenmalig tweedeklasser Lierse SK te gaan voetballen en het seizoen daarna kwam hij bij RAEC Mons terecht. Matthys hielp Bergen om terug in Eerste klasse te komen en daar ook te blijven.
In het seizoen 2013/2014 verloor Bergen in de play-offs 3 en degradeerde het naar de Tweede klasse. Matthys tekende op 2 mei 2014 een contract voor vier jaar bij KV Mechelen en bleef zo in Eerste klasse. Na het seizoen 2017/18 degradeerde hij met Mechelen naar Tweede Klasse. In het daaropvolgende seizoen 2018/19 werd hij met Mechelen kampioen in Tweede Klasse en won hij de Beker. Na afloop van dat seizoen zette hij een punt achter zijn actieve profvoetbalcarrière en werd hij hoofdscout bij KV Mechelen. In het seizoen 2019/20 werd Matthys met amateurclub SK Munkzwalm, waar zijn ex-Zottegem-ploegmaat Davy Minnaert trainer was, kampioen in Tweede provinciale.
In oktober 2019 verliet Matthys KV Mechelen om als scout aan de slag te gaan bij zijn vroegere club KAA Gent. In december 2021 vertrok hij naar RSC Anderlecht om daar het scoutingsteam te versterken. In november 2022 ging de oud-middenvelder in op het aanbod van KV Mechelen om er de naar Club Brugge vertrokken Tom Caluwé te vervangen als sportief directeur.

## Statistieken
| Seizoen         | Club               | Competitie         | Competitie | Competitie | Play-offs | Play-offs | Beker | Beker | Totaal | Totaal |
| Seizoen         | Club               | Competitie         | Wed.       | Dlp.       | Wed.      | Dlp.      | Wed.  | Dlp.  | Wed.   | Dlp.   |
| --------------- | ------------------ | ------------------ | ---------- | ---------- | --------- | --------- | ----- | ----- | ------ | ------ |
| 2004/05         | KAA Gent           | Jupiler Pro League | 25         | 5          | —         | —         | 4     | 0     | 29     | 5      |
| 2005/06         | SV Zulte Waregem   | Jupiler Pro League | 30         | 7          | —         | —         | 0     | 0     | 30     | 7      |
| 2006/07         | SV Zulte Waregem   | Jupiler Pro League | 33         | 10         | —         | —         | 0     | 0     | 33     | 10     |
| 2007/08         | SV Zulte Waregem   | Jupiler Pro League | 27         | 5          | —         | —         | 0     | 0     | 27     | 5      |
| 2008/09         | SV Zulte Waregem   | Jupiler Pro League | 14         | 3          | —         | —         | 1     | 0     | 15     | 3      |
| 2008/09         | → APS Panthrakikos | Super League       | 14         | 1          | —         | —         | 1     | 0     | 15     | 1      |
| 2009/10         | → K. Lierse SK     | Tweede klasse      | 33         | 3          | 0         | 0         | 1     | 0     | 34     | 3      |
| 2010/11         | RAEC Mons          | Tweede klasse      | 33         | 7          | 7         | 2         | 0     | 0     | 40     | 9      |
| 2011/12         | RAEC Mons          | Tweede klasse      | 29         | 2          | 8         | 0         | 5     | 0     | 42     | 2      |
| 2012/13         | RAEC Mons          | Jupiler Pro League | 9          | 1          | 5         | 1         | 1     | 0     | 15     | 2      |
| 2013/14         | RAEC Mons          | Jupiler Pro League | 29         | 7          | 3         | 1         | 1     | 0     | 33     | 8      |
| 2014/15         | KV Mechelen        | Jupiler Pro League | 27         | 1          | 1         | 0         | 3     | 0     | 31     | 1      |
| 2015/16         | KV Mechelen        | Jupiler Pro League | 20         | 5          | 6         | 1         | 2     | 0     | 28     | 6      |
| 2016/17         | KV Mechelen        | Jupiler Pro League | 28         | 3          | 9         | 0         | 2     | 0     | 39     | 3      |
| 2017/18         | KV Mechelen        | Jupiler Pro League | 23         | 1          | —         | —         | 1     | 1     | 24     | 2      |
| 2018/19         | KV Mechelen        | Eerste klasse B    | 12         | 0          | 1         | 0         | 4     | 0     | 17     | 0      |
| Carrière totaal | Carrière totaal    | Carrière totaal    | 385        | 61         | 40        | 5         | 22    | 1     | 447    | 67     |

## Palmares
| Competitie               | Aantal        | Jaren         |               |               |
| Zulte Waregem            | Zulte Waregem | Zulte Waregem | Zulte Waregem | Zulte Waregem |
| ------------------------ | ------------- | ------------- | ------------- | ------------- |
| Beker van België         | 1x            | 2005/06       |               |               |
| Lierse SK                |               |               |               |               |
| Kampioen Tweede klasse   | 1x            | 2009/10       |               |               |
| KV Mechelen              |               |               |               |               |
| Kampioen Eerste Klasse B | 1x            | 2018/19       |               |               |
| Beker van België         | 1x            | 2018/19       |               |               |